# Frogs & CO Warszawa
Frogs & CO Warszawa – polski klub rugby union z siedzibą w Warszawie, utworzony w 1995 – przez grupę Francuzów i Irlandczyków mieszkających w Polsce i uprawiających ten popularny na całym świecie sport. Obecnie występuje w I lidze, rozgrywając swoje mecze na boisku Skry Warszawa przy ul. Wawelskiej 5.

## Historia

### Powstanie klubu w 1995
8 czerwca 1995 roku z inicjatywy Xaviera Beckera doszło do pierwszego treningu Frogsów w Parku Waszyngtona. Osoby, które się tam pojawiły umówiły się na spotkanie 3-na-3 w paryżankę, a następnie dogrywkę w barze na starówce, w której zatwierdzono powstanie nowej siły w polskim rugby. Wśród członków założycieli poza Xavierem byli m.in. Martyn O’Reilly, Rodolphe Baczkowski, Mathieu Comard i niejaki Bernard.

## Rozgrywki w sezonie 2015/16
Sezon rozpoczęty w II lidze ma na celu reorganizacje drużyny. II liga podzielona na grupę północną i południową spowodowała, że drużyna rozegrała w swojej grupie mecz i rewanż z każdym przeciwnikiem.

### Runda jesienna
| data                 | wynik (Frogs:rywal) | przeciwnik             | miejsce   |
| -------------------- | ------------------- | ---------------------- | --------- |
| 05 września 2015     | 20:22               | AZS AWF Warszawa       | Warszawa  |
| 19 września 2015     | 10:07               | Rugby Wrocław          | Wrocław   |
| 27 września 2015     | 24:50               | Biało-Czarni Nowy Sącz | Nowy Sącz |
| 10 października 2015 | 15:12               | AZS AWF Warszawa       | Warszawa  |
| 24 października 2015 | 58:12               | Rugby Wrocław          | Warszawa  |
| 08 listopada 2015    | 17:32               | Biało-Czarni Nowy Sącz | Warszawa  |

## Rozgrywki w latach 2011–2015

### 2011/2012
Drużyna przystąpiła do rozgrywek II Polskiej Ligi Rugby i już po pierwszym sezonie zajęła pierwsze miejsce jako drużyna niepokonana na boisku z bilansem 8 zwycięstw i jednej porażki (przegrana walkowerem z RC Częstochowa). Zwycięstwo zaowocowało awansem do I ligi. Zespół rozgrywał swoje mecze na boiskach Skry Warszawa i AWFu Warszawa. W tamtym sezonie klub uzyskał następujące wyniki:

#### Runda jesienna
| data                                | wynik (Frogs:rywal) | przeciwnik              | miejsce     |
| ----------------------------------- | ------------------- | ----------------------- | ----------- |
| 24 września 2011                    | 0:25 (wo)           | RC Częstochowa          | Częstochowa |
| 8 października 2011                 | 42:10               | AZS UZ RC Zielona Góra  | Warszawa    |
| 15 października 2011                | 46:6                | RK Wda Świecie          | Świecie     |
| 23 października 2011                | 49:7                | Alfa Transand Bydgoszcz | Warszawa    |
| 24 marca 2012 (za 10 września 2011) | 74:0                | Posnanią II Poznań      | Warszawa    |

#### Runda wiosenna (rewanżowa)
| data             | wynik (Frogs:rywal) | przeciwnik              | miejsce      |
| ---------------- | ------------------- | ----------------------- | ------------ |
| 28 kwietnia 2012 | 79:0                | RC Częstochowa          | Warszawa     |
| 12 maja 2012     | 35:17               | AZS UZ RC Zielona Góra  | Zielona Góra |
| 6 czerwca 2012   | 67:0                | RK Wda Świecie          | Warszawa     |
| 20 czerwca 2012  | 53:12               | Alfa Transand Bydgoszcz | Warszawa     |
| 5 maja 2012      |                     | Posnanią II Poznań      | Poznań       |

### 2012/2013
Pierwszy sezon po awansie do I ligi nie był udany w wykonaniu drużyny. Sezon zakończyła na przedostatnim miejscu i tylko dzięki zwycięstwu w meczu o spadek nad Arką II Gdynia „Żaby” utrzymały się w lidze. W sezonie zasadniczym drużyna przegrała 8 meczów i dwa wygrała (oba z Arką II Gdynia). Dobrą postawę w meczu o utrzymanie jak i całym sezonie pokazał Patrick Prendergast.

#### Runda jesienna
| data                 | wynik (Frogs:rywal) | przeciwnik             | miejsce         |
| -------------------- | ------------------- | ---------------------- | --------------- |
| 15 września 2012     | 5:40                | Juvenia Kraków         | Kraków          |
| 22 września 2012     | 18:33               | Skra Warszawa          | Warszawa        |
| 29 września          | 12:45               | Ogniwo Sopot           | Sopot           |
| 14 października 2012 | 22:17               | Arka II Gdynia         | Warszawa        |
| 20 października 2012 | 12:21               | Czarni Pruszcz Gdański | Pruszcz Gdański |

#### Runda wiosenna (rewanżowa)
| data                 | wynik (Frogs:rywal) | przeciwnik             | miejsce  |
| -------------------- | ------------------- | ---------------------- | -------- |
| 27 października 2012 | 0:7                 | Juvenia Kraków         | Warszawa |
| 6 kwietnia 2013      | 17:41               | Skra Warszawa          | Warszawa |
| 20 kwietnia 2012     | 7:95                | Ogniwo Sopot           | Warszawa |
| 27 kwietnia 2013     | 30:0                | Arka II Gdynia         | Gdynia   |
| 4 maja 2013          | 12:41               | Czarni Pruszcz Gdański | Warszawa |

#### Mecz o utrzymanie
Mecz został rozegrany w Warszawie jako że Frogsi zajęli wyższe miejsce w sezonie zasadniczym.
| data           | wynik (Frogs:rywal) | przeciwnik     | miejsce  |
| -------------- | ------------------- | -------------- | -------- |
| 8 czerwca 2013 | 32:24               | Arka II Gdynia | Warszawa |

### 2013/2014
Drugi sezon drużyna zaczęła po bardzo dobrze przeprowadzonym okresie przygotowawczym i wygranych wszystkich sparingach. Dobre przygotowanie zaowocowało 3. miejscem na koniec sezonu zasadniczego i startem w play-offach do Ekstraligi.

#### Runda jesienna
| data                | wynik (Frogs:rywal) | przeciwnik             | miejsce  |
| ------------------- | ------------------- | ---------------------- | -------- |
| 14 września 2013    | 5:66                | Skra Warszawa          | Warszawa |
| 21 września 2013    | 19:10               | KS Budowlani Łódź      | Łódź     |
| 28 września 2013    | 43:17               | Alfa Bydgoszcz         | Warszawa |
| 6 października 2013 | 0:52                | Juvenia Kraków         | Kraków   |
| 19 października     | 20:10               | Czarni Pruszcz Gdański | Warszawa |

#### Runda wiosenna (rewanżowa)
| data             | wynik (Frogs:rywal) | przeciwnik             | miejsce         |
| ---------------- | ------------------- | ---------------------- | --------------- |
| 3 listopada 2013 | 5:43                | Skra Warszawa          | Warszawa        |
| 6 kwietnia 2014  | 33:15               | KS Budowlani Łódź      | Warszawa        |
| 13 kwietnia 2014 | 36:19               | Alfa Bydgoszcz         | Bydgoszcz       |
| 4 maja 2014      | 11:48               | Juvenia Kraków         | Warszawa        |
| 10 maja 2014     | 16:14               | Czarni Pruszcz Gdański | Pruszcz Gdański |

#### Półfinał i mecz o 3. miejsce
W półfinale drużyna Frogs zagrała w derbowym meczu z warszawską Skrą. Niestety musiała uznać wyższość sąsiadów i w potyczce o najniższe miejsce podium przyszło „Żabom” zmierzyć się z graczami Czarnych Pruszcz Gdański. Niestety drużyna z Pomorza nie stawiła się na meczu i Frogsi wygrali mecz walkowerem.
| kategoria    | data           | wynik (Frogs:rywal) | przeciwnik             | miejsce  |
| ------------ | -------------- | ------------------- | ---------------------- | -------- |
| półfinał     | 24 maja 2014   | Skra Warszawa       | Warszawa               |          |
| o 3. miejsce | 7 czerwca 2014 | 25:0 (wo)           | Czarni Pruszcz Gdański | Warszawa |

### 2014/2015
Trzeci sezon na poziomie I ligi nie był już tak udany. Przez liczne kontuzje oraz roszady w drużynie klub po sezonie zasadniczym wycofał się z rozgrywek i zgłosił swoją gotowość do rozpoczęcia następnego sezonu w II lidze.

#### Runda jesienna
| kolejka | data                          | wynik (Frogs:rywal) | przeciwnik        | miejsce  |
| ------- | ----------------------------- | ------------------- | ----------------- | -------- |
| I       | 8 listopada 2014 (przełożony) | 32:14               | KS Budowlani Łódź | Warszawa |
| II      | 21 września 2014              | 7:43                | Alfa Bydgoszcz    | Warszawa |
| III     | 27 września 2014              | 8:37                | Budowlani Lublin  | Warszawa |
| IV      | 4 października 2014           | 6:86                | Skra Warszawa     | Warszawa |
| V       | 25 października 2014          | 5:22                | RC Legia Warszawa | Warszawa |

#### Runda wiosennab (rewanżowa)
| kolejka | data                          | wynik (Frogs:rywal) | przeciwnik        | miejsce   |
| ------- | ----------------------------- | ------------------- | ----------------- | --------- |
| VI      | 19 kwietnia 2015 (przełożony) | 0:30                | KS Budowlani Łódź | Łódź      |
| VII     | 04 kwietnia 2015              | 0:25 (wo)           | Alfa Bydgoszcz    | Bydgoszcz |
| VIII    | 27 września 2014              | 0:64                | Budowlani Lublin  | Lublin    |
| IX      | 25 kwietnia 2014              | 0:104               | Skra Warszawa     | Warszawa  |
| X       | 17 maja 2015                  | 0:94                | RC Legia Warszawa | Warszawa  |